# Wojciech Dembski
Wojciech Marian Dembski (ur. 20 września 1934 w Polance, zm. 16 października 1995) – polski orientalista, arabista, specjalista od arabistyki chrześcijańskiej.

## Życiorys

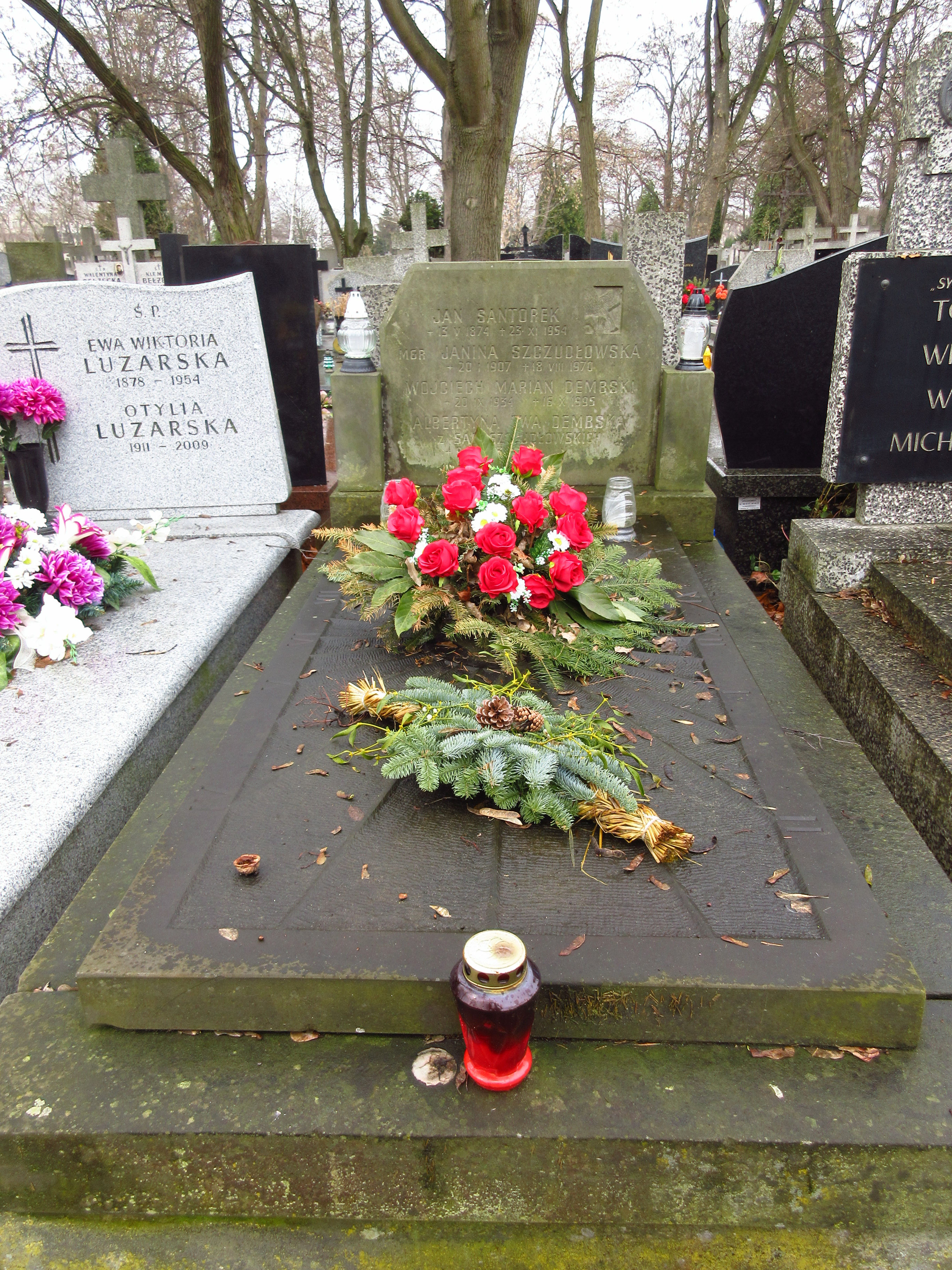
Grób Albertyny Szczudłowskiej-Dembskiej i Wojciecha Dembskiego na cmentarzu Bródnowskim

Był absolwentem arabistyki na Wydziale Filologii, Katedry Filologii Orientalnej Uniwersytetu Jagiellońskiego (1952–1957). W 1957 wyjechał na kilkumiesięczne stypendium do Egiptu. W latach 1961–1968 pracował w Ministerstwie Spraw Zagranicznych, w tym jako I sekretarz w Ambasadzie w Kairze (1962–1966). Od 1977 do 1985 pracował w Zakładzie Krajów Pozaeuropejskich Instytutu Krajów Socjalistycznych Polskiej Akademii Nauk. Od 1989 związany zawodowo z Instytutem Orientalistycznym Uniwersytetu Warszawskiego, w tym jako jego bibliotekarz.
Zajmował się arabistyką chrześcijańską, zwłaszcza inwentaryzacją chrześcijańskich rękopisów arabskich w zbiorach polskich. Napisał także dwie książki politologiczne.
Jego żoną od końca lat 50. była Albertyna Szczudłowska-Dembska, egiptolożka i koptolożka.
Pochowany na cmentarzu Bródnowskim w Warszawie (kwatera 53G-1-5).

## Wybrane publikacje
- Katalog rękopisów orientalnych ze zbiorów polskich, t. 5, cz. 1: Katalog rękopisów arabskich, oprac. Wojciech Dembski, pod red. Ananiasza Zajączkowskiego, red. Stefan Strelcyn przy współudziale Mariana Lewickiego i Ananiasza Zajączkowskiego, Warszawa: Państwowe Wydawnictwo Naukowe 1964.
- (współautor: F. Mliczek), Aktualna sytuacja na Bliskim Wschodzie, Warszawa: Komitet Warszawski PZPR. Wydział Propagandy i Agitacji 1968.
- (przekład) Philip K. Hitti, Dzieje Arabów, przeł. Wojciech Dembski, Maria Skuratowicz, Edward Szymański, Warszawa: Państwowe Wydawnictwo Naukowe 1969.
- (przekład) Janine i Dominique Sourdel, Cywilizacja islamu (VII-XIII w.), przeł. Maria Skuratowicz i Wojciech Dembski, Warszawa: Państwowy Instytut Wydawniczy 1980.
- Wpływ ideologii socjalistycznych na programy egipskich partii politycznych, Wrocław - Łódź: Zakład Narodowy im. Ossolińskich 1987.
- (przekład i opracowanie) Ewangelia Dzieciństwa Arabska [w:] Apokryfy Nowego Testamentu, t. 1: Ewangelie apokryficzne, cz. 1: Fragmenty, narodzenie i dzieciństwo Maryi i Jezusa, red. Marek Starowieyski, Kraków: WAM 2003, s. 405-439.